# Bogale
Bogale is een stad in divisie Ayeyarwady, in het zuidwesten van Myanmar.
Bogale werd zwaar getroffen door de cycloon Nargis in mei 2008, waarbij naar schatting 10.000 inwoners omkwamen.